# Dalton Keene
Dalton Keene (St. Louis, 14 aprile 1999) è un giocatore di football americano statunitense che milita nel ruolo di tight end per gli Houston Texans della National Football League (NFL).

## Carriera

### New England Patriots
Keene al college giocò a football a Virginia Tech dal 2017 al 2019. Fu scelto nel corso del terzo giro (101º assoluto) del Draft NFL 2020 dai New England Patriots. Debuttò come professionista nella settimana 7 ricevendo un passaggio da 8 yard. La sua stagione da rookie si chiuse con 3 ricezioni per 16 yard in 6 presenze.